# دنهام (باكينغهامشير)
دنهام (بالإنجليزية: Denham, Buckinghamshire)‏ هي قرية، بلدة و أبرشية مدنية تقع في المملكة المتحدة في South Bucks.  يقدر عدد سكانها بـ 7,139 نسمة ومساحتها 16.02 كم2 .

## أعلام
- تشارلز سوندرز
- غراهام ستيلويل
- جيمس هيرن
- مايكل ريدغريف